# Philip Sheridan
Philip Henry Sheridan (n. 6 martie 1831, Albany, SUA – d. 5 august 1888, Massachusetts, SUA) a fost un ofițer de carieră al Armatei Statelor Unite ale Americii și un general al Uniunii în timpul Războiului Civil American.

## Biografie
A absolvit cursurile Academia Militară West Point și a activat în diferite posturi de frontieră. În timpul Războiului Civil American, a condus o divizie a forțelor unioniste în Tennessee și a contribuit la victorie în Bătălia de la Chattanooga.

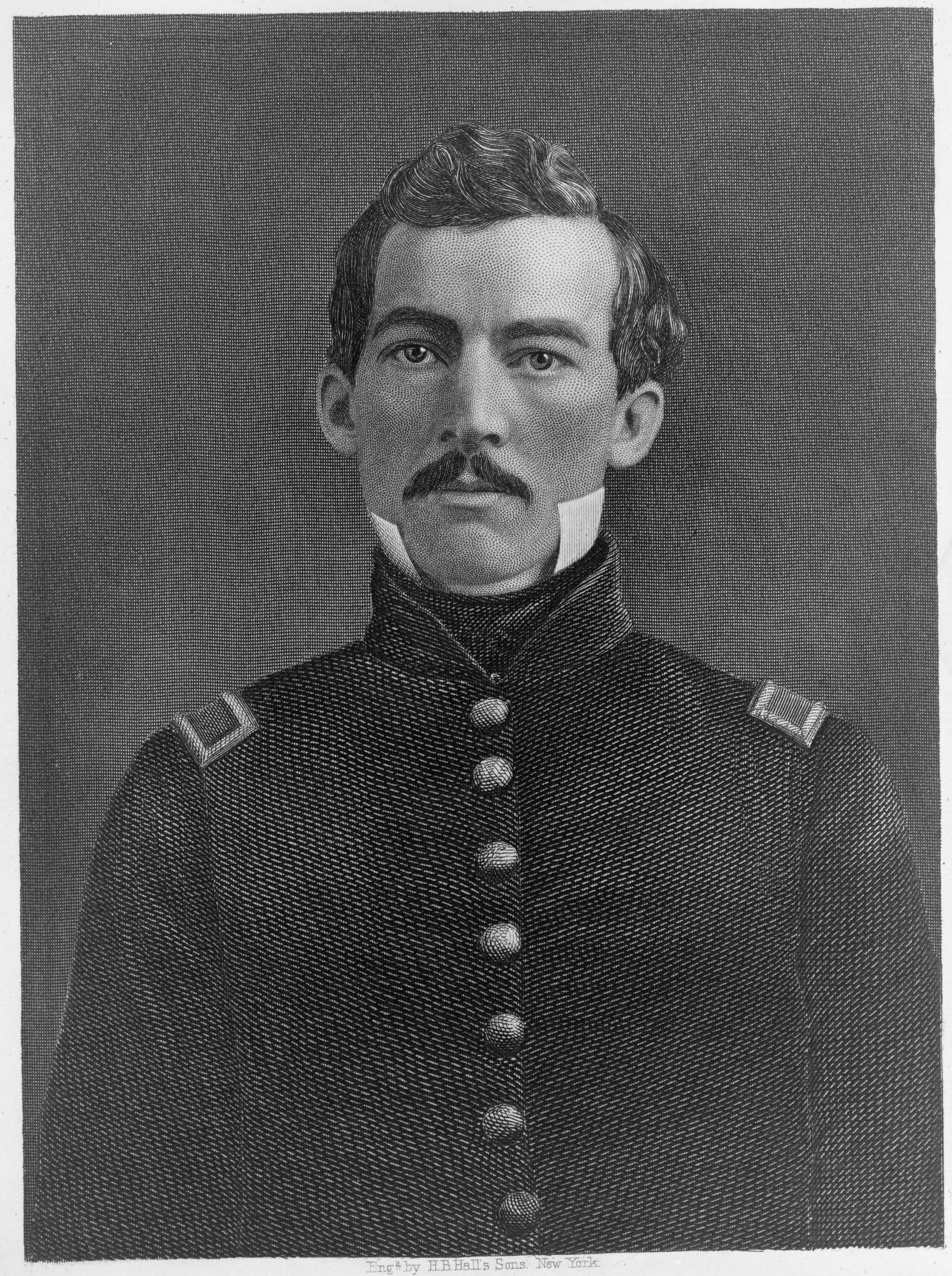
Brevet Second Lieutenant Philip Sheridan

## Recunoaștere
O statuie a Generalului Sheridan, realizată de Allen George Newman se găsește în Scranton, statul Pennsylvania.

### Comitate și localități numite după general
Cinci comitate din Statele Unite sunt denumite în onoarea sa: comitatele Sheridan din  Kansas, Sheridan din  Dakota de Nord, Sheridan din  Montana, Sheridan din  Nebraska și Sheridan din  Wyoming.
De asemenea localitățile Sheridan din  Arkansas, Sheridan din  Colorado, Sheridan din  Illinois, (din comitatul LaSalle), Sheridan din  Indiana, Sheridan din  Montana, (din Madison), Sheridan, Oregon și Sheridan din  Wyoming, au fost numite, de asemenea, pentru a-l onora pe general.

### Biografii
- Davies, Eugene. General Sheridan. New York, D. Appleton and Company, 1895. OCLC 557475145.
- Forsyth, George A. Thrilling Days in Army Life. New York and London, Harper & Bros., 1900. OCLC 166607232.
- Suppiger, Joseph E. "Sheridan, The Life of a General." Lincoln Herald (Sept 1984), 86#3 pp. 157–70 on prewar; 87#1 pp. 18–26 on 1862–63; 87#2 pp. 49–57, on 1863–64.
- Wheelan, Joseph. Terrible Swift Sword: The Life of General Philip H. Sheridan. New York: Da Capo Press, 2012. ISBN 978-0-306-82027-4.

### Despre Războiul Civil
- Bissland, James. Blood, Tears, and Glory: How Ohioans Won the Civil War. Wilmington, OH: Orange Frazer Press, 2007. ISBN 1-933197-05-6.
- Coffey, David. Sheridan's Lieutenants: Phil Sheridan, His Generals, and the Final Year of the Civil War. Wilmington, DE: Rowman & Littlefield Publishers, 2005. ISBN 0-7425-4306-4.
- Drake, William F. Little Phil: The Story of General Philip Henry Sheridan. Prospect, CT: Biographical Publishing Company, 2005. ISBN 978-1-929882-37-3.
- Feis, William B. "Neutralizing the Valley: The Role of Military Intelligence in the Defeat of Jubal Early's Army of the Valley, 1864–1865." Civil War History 39#3 (September 1993): 199–215.
- Gallagher, Gary W., ed. The Shenandoah Valley Campaign of 1864. Military Campaigns of the Civil War. Chapel Hill: University of North Carolina Press, 2006. ISBN 978-0-8078-3005-5.
- Gallagher, Gary W., ed. Struggle for the Shenandoah: Essays on the 1864 Valley Campaign. Kent, OH: Kent State University Press, 1991. ISBN 0-87338-429-6.
- Miller, Samuel H. "Yellow Tavern." Civil War History 2#1 (March 1956): 57–81.
- Naroll, Raoul S. "Sheridan and Cedar Creek—A Reappraisal." Military Affairs 16#4 (Winter, 1952): 153–68.
- Stackpole, Edward J. Sheridan in the Shenandoah: Jubal Early's Nemesis Harrisburg, PA: Stackpole Books, 1992. ISBN 978-0-585-28901-4.
- Wert, Jeffry D. From Winchester to Cedar Creek: The Shenandoah Campaign of 1864. New York: Simon & Schuster, 1987. ISBN 0-671-67806-X.

### După Războiul Civil
- Dawson, Joseph G. III. "General Phil Sheridan and Military Reconstruction in Louisiana," Civil War History 24#2 (June 1978): 133–51.
- Richter, William L. "General Phil Sheridan, The Historians, and Reconstruction, Civil War History 33#2 (June 1987): 131–54.
- Taylor, Morris F. "The Carr–Penrose Expedition: General Sheridan's Winter Campaign, 1868–1869." Chronicles of Oklahoma 51#2 (June 1973): 159–76.